# Thorogobius macrolepis
Thorogobius macrolepis är en fiskart som först beskrevs av Kolombatovic, 1891.  Thorogobius macrolepis ingår i släktet Thorogobius och familjen smörbultsfiskar. IUCN kategoriserar arten globalt som livskraftig. Inga underarter finns listade i Catalogue of Life.